# Mónica Carrió Esteban
Mónica Carrió Esteban (Alcira, 28 de marzo de 1977) es una deportista española que compitió en halterofilia.
Ganó dos medallas de bronce en el Campeonato Europeo de Halterofilia, en los años 1997 y 1998. Además, consiguió una medalla de bronce en los Juegos Mundiales de 1997.
Participó en los Juegos Olímpicos de Sídney 2000, ocupando el noveno lugar en la categoría de 75 kg.

## Palmarés internacional
| Campeonato Europeo | Campeonato Europeo | Campeonato Europeo | Campeonato Europeo |
| Año                | Lugar              | Medalla            | Categoría          |
| ------------------ | ------------------ | ------------------ | ------------------ |
| 1997               | Sevilla (España)   | Medalla de bronce  | 76 kg              |
| 1998               | Riesa (Alemania)   | Medalla de bronce  | 75 kg              |